# Would You Love a Monsterman?
„Would You Love A Monsterman?“ je prvi singl finske hard rok grupe Lordi sa albuma Get Heavy. Objavljen je 12. jula, 2002. godine. Pesma je dostigla #1 na finskim top listama. Za pesmu je snimljen i spot, i to je prvi zvanični spot grupe Lordi. 2006. godine bend je ponovo snimio pesmu sa tadašnjom postavom benda, u kojoj su bili Awa i OX, za razliku od prve verzije pesme iz 2002. godine gde su bili Enary i Magnum. Ova verzija pesme iz 2006. godine objavljena je kao ograničeno izdanje promo-singla, kao i bonus pesma na specijalnom izdaju albuma The Arockalypse. Za ovo izdanje pesme iz 2006. godine, snimljen je još jedan spot.

## Spisak pesama
Finska i Nemačka verzija:
1. „Would You Love A Monsterman? (singl mix)“
2. „Biomechanic Man“
3. „Would You Love A Monsterman? (radio edit)“

2006. verzija:
1. „Would You Love A Monsterman? (2006)“

## Članovi benda
- Mr. Lordi - Vokal, Semplovanje
- Amen - Gitara, Prateći vokal
- Magnum - Bas gitara, Prateći vokal
- Enary - Klavijature, Klavir, Prateći vokal
- Kita - Bubnjevi, Prateći vokal